# H2N3亜型
H2N3亜型(エイチにエヌさんあがた、Influenza A virus subtype H2N3)とはA型インフルエンザウイルスの亜型の1つ。H2N3亜型の名称は2種類の表面タンパク質であるヘマグルチニン(H)とノイラミニダーゼ(N)に由来する。H2N3は鳥類と哺乳類に感染する。